# Billbergia tessmannii
Billbergia tessmannii là một loài thực vật có hoa trong họ Bromeliaceae. Loài này được Harms mô tả khoa học đầu tiên năm 1927.